# The Other Two
The Other Two — британский музыкальный проект, образованный двумя участниками группы New Order — Стивеном Моррисом и Джиллиан Гилберт. Исполнял электронно-танцевальную поп-музыку и записал два альбома.

## История
В 1989 году музыканты New Order решили взять перерыв в совместной творческой деятельности, и в последующие десять лет коллектив фактически был распущен, лишь эпизодически собираясь и тут же расходясь. Каждый из четырёх членов группы занялся сторонними проектами. Стивен Моррис и Джиллиан Гилберт назвали собственный проект The Other Two (в переводе: «Другие два»). Их дебют состоялся в октябре 1991 года с выходом сингла Tasty Fish, занявшем 41-е место в британском хит-параде. Второй сингл Selfish вышел в октябре 1993 года и занял 46-е место (в США сингл достиг 6-го места в танцевальном хит-параде. Дебютный альбом The Other Two & You был записан к середине 1992 года, однако из-за временного воссоединения New Order и банкротства их лейбла Factory Records его выпуск был задержан до ноября 1993 года. В работе над ним принял участие продюсер Стивен Хейг, до того много работавший с New Order. Все вокальные партии исполнила Гилберт, хотя в New Order она не пела.
Моррис и Гилберт также писали музыку к телесериалам (включая американскую телепередачу America’s Most Wanted). В 1994 году Моррис и Гилберт поженились.
Второй альбом Super Highways, записанный с продюсером Тимом Оливером, вышел в марте 1999 года. Часть песен на нём исполнила Мелани Уильямс, работавшая ранее с группой Sub Sub. Выпускающий лейбл London Records выказал к альбому крайне малый интерес, в результате чего выход запланированного альбомного сингла You Can Fly был отменён, а сам альбом был полностью лишён раскрутки и прошёл незамеченным.
В январе 2010 года LTM Records выпустил расширенные версии обоих альбомов. В июле 2011 Моррис и Гилберт выпустили сингл Swing, записанный в качестве саундтрека к выставке Питера Сэвилла и Анны Блессман Swing Project 1. Сингл вышел под названием Gillian + Stephen.
Проект The Other Two был исключительно студийным, концертов он не давал.

## Дискография

### Альбомы
| Год  | Название            | Примечания                                                |
| ---- | ------------------- | --------------------------------------------------------- |
| 1993 | The Other Two & You | Студийный альбом; в 2010 вышла расширенная версия альбома |
| 1999 | Super Highways      | Студийный альбом; в 2010 вышла расширенная версия альбома |

### Синглы
| Год  | Название                   | Примечания                                                                                           |
| ---- | -------------------------- | --- |
| 1990 | Loved It (The New Factory) | Под именем Steve and Gillian; некоммерческий сингл. Вошёл в компакт-диск альбома The Other Two & You |
| 1991 | Tasty Fish                 | С альбома The Other Two & You                                                                        |
| 1991 | Selfish                    | С альбома The Other Two & You                                                                        |
| 1995 | Innocence                  | С альбома The Other Two & You; выпущен только в США                                                  |
| 1999 | You Can Fly                | С альбома Super Highways; выход сингла отменён                                                       |
| 1999 | Super Highways             | С альбома Super Highways                                                                             |
| 2011 | Swing                      | Под именем Gillian + Stephen                                                                         |